# Commercial Pilot Licence
Commercial Pilot Licence (CPL) (pol. Licencja Pilota Zawodowego) – kategoria licencji pilota statku powietrznego uprawniającą do wykonywania lotów w celach zarobkowych.
Niższą kategorią jest licencja pilota turystycznego PPL, a wyższą – licencja pilota transportowego ATPL.
W Stanach Zjednoczonych odpowiednikiem CPL jest Commercial Pilot Certificate.

## Typy licencji CPL
- CPL(A) - licencja pilota samolotowego zawodowego
- CPL(H) - licencja pilota śmigłowcowego zawodowego
- CPL(AS) - licencja pilota sterowcowego zawodowego
- CPL(AG) - licencja pilota wiatrakowcowego zawodowego